# Duchoborzen

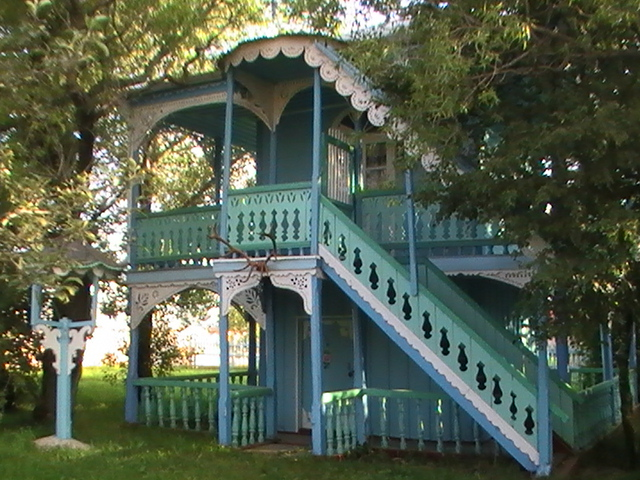
Das „Waisenhaus“ (Sirotski dom), „Hauptquartier“ der Duchoborzen-Bewegung ab Mitte des 19. Jahrhunderts, in Gorelowka, Samzche-Dschawachetien, Georgien (erbaut 1847)

Die Duchoborzen (auch Duchoboren, russisch духоборы oder духоборцы, „Geisteskämpfer“) sind eine aus Russland stammende, von der russisch-orthodoxen Kirche abweichende christliche Religionsgemeinschaft.
Die Duchoborzen glauben nicht an die Gottessohnschaft Jesu, sie sind demzufolge Antitrinitarier. Jedwede weltliche und kirchliche Obrigkeit lehnen sie ab. Darüber hinaus halten sie persönliche Offenbarungen für wichtiger als die Bibel. Sie sind strenge Pazifisten und verweigern den Kriegsdienst ebenso wie den Eid.

## Geschichte

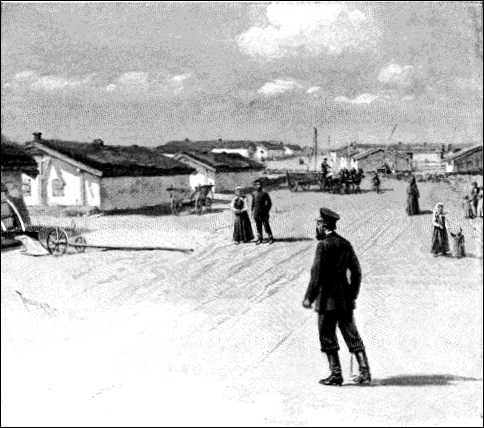
Gorelowka, ein Duchoborzen-Dorf im Kaukasus (1893)

Die antikirchliche und pazifistische Bewegung entstand im Laufe des 18. Jahrhunderts. Unter dem Zaren Peter dem Großen und der Zarin Anna traten sie zunächst in Moskau und anderen Städten auf. Um 1785 führte der Erzbischof von Jekaterinoslaw den Begriff Duchoborzen als abwertende Bezeichnung mit der Bedeutung Kämpfer gegen den Heiligen Geist ein. Mitglieder dieser christlichen Gruppierung übernahmen jedoch den Begriff und interpretierten ihn im Sinne einer Stigma-Umkehr als Kämpfer für den Heiligen Geist.
Siluan Kolesnikow begründete das Duchoborzentum als religiöse Gemeinschaft 1791 in der Siedlung Nikolskoje des Gouvernements Ekaterinoslav, als ein Schriftstück über ihre Lehre dem Gouverneur Kachovskij überreicht wurde. Schon im Jahr 1793 wurde beim Verhör des Charkow-Gerichts gegen die Duchoborzen festgestellt, dass die Verhörten das Kreuz, die Russisch-Orthodoxe Kirche und die zentrale Regierung nicht anerkennen. Aus der Sicht der Duchoborzen ist eine Kirche nur ein materielles Gebäude, das nicht von Gott erschaffen wurde.
Der Gardekorporal Kapustin, der von den Gläubigen als eine Verkörperung des Heilands angesehen wurde, gab den Duchoborzen eine feste Gemeindeordnung und machte die Siedlung Terpinnja zu einem Zentrum der Duchoborzen. Unter Katharina II. und Paul I. wurden sie hart bekämpft, während sie von Alexander I. eher geduldet wurden. Er wies ihnen 1804 das Gouvernement Taurien als Siedlungsgebiet an.
Weil sie den Zaren ehrten und pünktlich Steuern zahlten, mischte sich die Regierung zunächst nicht in ihr Leben ein. Vom gemeinen Volk wurden sie jedoch geheimer Gräuel und Gewalttaten beschuldigt, die während ihrer geheimen Zusammenkünfte stattfinden sollten. Eine daraufhin eingeleitete Untersuchung führte zur Bestrafung ihrer Gemeindevorsteher, Apostel und Engel genannt. Unter der Herrschaft des Zaren Nikolaus I. wurde 1841 eine große Anzahl in den Ujesden Achalkalaki, Kars (seit 1921 zur Türkei) und Ardahan (ebenfalls seit 1921 zur Türkei) nach Transkaukasien umgesiedelt. Im Südwesten Georgiens, in der heutigen Region Samzche-Dschawachetien, gründeten sie eine geschlossene Gemeinschaft mit 18 Dörfern und insgesamt 11.000 Einwohnern (darunter Bogdanowka, das heutige Ninozminda), die den Namen Duchoborje trug. Sie glich in vielem den Gemeinschaften der Hutterer.
1887 gab es innere Auseinandersetzungen in der Gemeinschaft, die zu einer Spaltung führten. An der Wende zum 20. Jahrhundert setzten Diskriminierungen und Vertreibungsmaßnahmen gegen die Duchoborzen ein. Viele wanderten nach Kanada und in die USA aus oder wurden von der russischen Regierung nach Ostsibirien deportiert. Nur wenige blieben in ihrer Heimat. Der Schriftsteller Lew Tolstoi sammelte Geld für die Duchoborzen. Er ließ eine Schule und ein Waisenhaus bauen und finanzierte 2000 Auswanderern die Schiffspassage nach Amerika. Weitere Unterstützung erhielten sie von Seiten angelsächsischer Quäker, einer Glaubensgemeinschaft der Historischen Friedenskirchen. Auch in Kanada gab es innere Auseinandersetzungen, die radikalste Gruppe nannte sich „Sons of Freedom“ und zündete unter anderem Schulen an, die von Duchoborzenkindern besucht wurden. Zwei Führer der „Söhne der Freiheit“ kamen durch gegen sie gerichtete Sprengstoffattentate ums Leben, bei denen zugleich zahlreiche andere Menschen mit in den Tod gerissen wurden.

Unbekleideter Protestmarsch der Duchoborzen in Kanada, 1900

Der religiös begründete Antinomismus der Duchoborzen führte auch in Kanada, vor allem in British Columbia, zu beträchtlichen Konflikten mit den Behörden. Die Duchoborzen weigerten sich z. B., sich in die Personenstandsregister eintragen zu lassen und ihre Kinder auf öffentliche Schulen zu schicken. Wurde einer von ihnen wegen Gesetzesverstößen festgenommen oder gar verurteilt, so gab es umgehend Massenproteste, bei denen sich die Duchoborzen ihre Kleider vom Leibe rissen und splitternackt einen Protestmarsch veranstalteten. Bisweilen kam es auch zu gewaltsamen Protestaktionen, wobei Schulen in Brand gesteckt und öffentliche Einrichtungen in die Luft gesprengt wurden. Entsprechend harsch fiel die Reaktion der Behörden aus: 1932 wurden rund eintausend Duchoborzen zu einer dreijährigen Gefängnisstrafe verurteilt. Um diese vollziehen zu können, mussten die kanadischen Behörden jedoch zunächst zusätzliche Gefängnisse bauen. Mit dem Gesetz in Konflikt gerieten die Duchoborzen auch immer wieder wegen der von ihnen praktizierten Promiskuität: Sie begründeten die Ablehnung der Monogamie damit, dass jeglicher Privatbesitz, sei es an Sachen oder an Personen, die Hauptursache gesellschaftlicher Unordnung bilde. Infolge ihrer Promiskuität war es früher häufig nicht möglich festzustellen, wer der Vater eines Duchoborzen war, auch weil die Initiative für die Auswahl der Männer in der Regel bei den Duchoborzen-Frauen lag.

## Aktuelle Situation

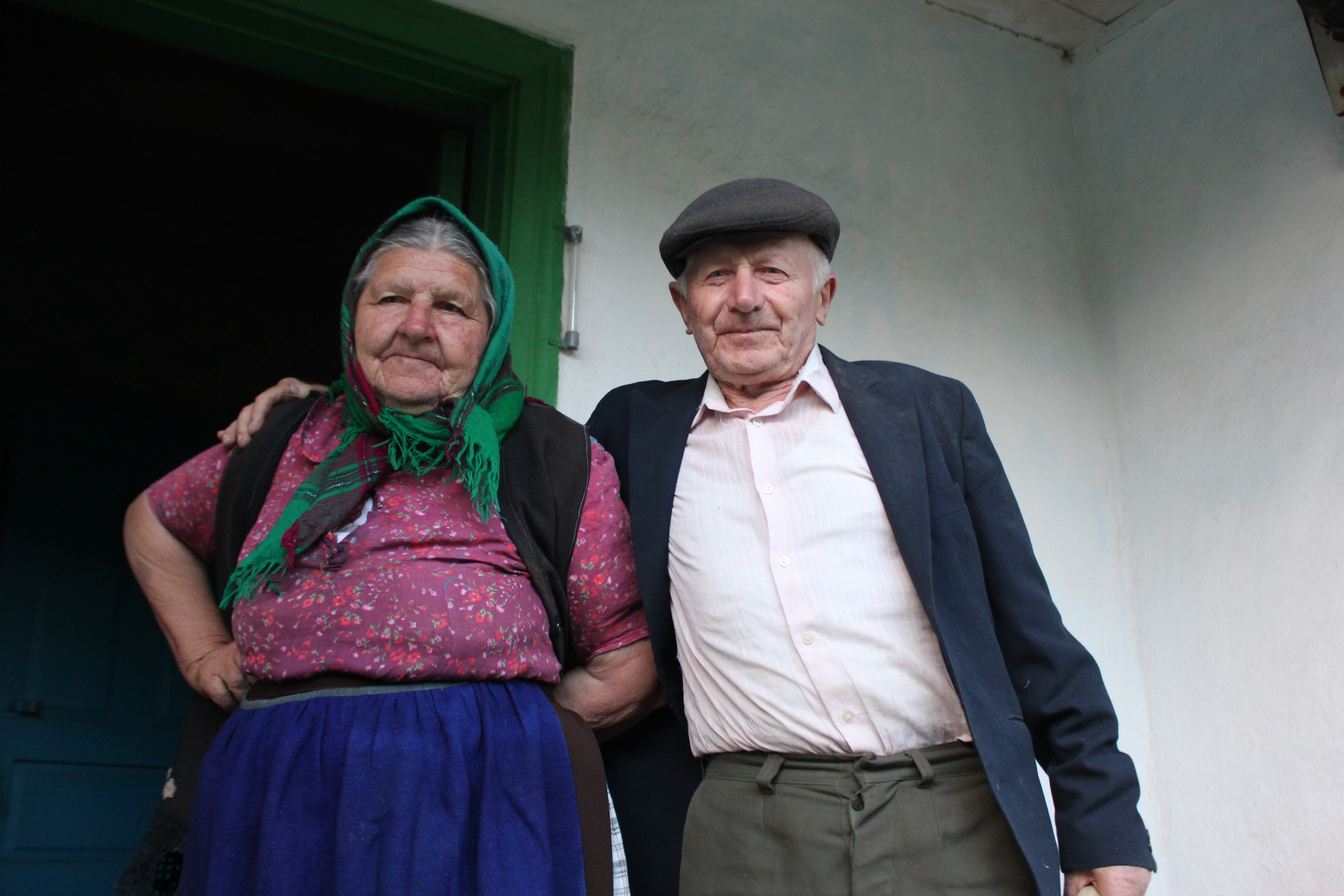
Duchoborzen in Slavyanka Aserbaidschan

Zu Beginn der 1990er Jahre lebten noch 7500 Duchoborzen in Georgien. Nach der Wahl des nationalistischen Präsidenten Swiad Gamsachurdia kam es zu einer erneuten Fluchtwelle, weil man versuchte, sie von ihrem Land zu verdrängen. Faktisch das einzige verbliebene Duchoborzendorf mit überwiegend russischer Bevölkerung ist Gorelowka 10 Kilometer südöstlich von Ninozminda. Viele Duchoborzen gingen nach Russland, siedelten dort im Nordkaukasus sowie in den Gebieten Tula, Rostow und Brjansk. 1991 wurde in Rostow am Don die Union der Duchoborzen Russlands gegründet. In einer Sonderresolution vom 9. Dezember 1998 garantierte die russische Regierung den Duchoborzen besondere Rechte.
In Kanada leben, nach unterschiedlichen Einschätzungen, 20.000 bis 40.000 Nachkommen der Auswanderer ab Ende des 19. Jahrhunderts. 2011 bezeichneten sich aber nur noch 2290 Personen als gläubige Duchoborzen, davon über 80 % in British Columbia. Die maximale Zahl betrug 1941 knapp 17.000 und sank seither kontinuierlich. Die heute größte und aktivste Duchoborzenorganisation in Kanada, die 1938 als Nachfolgeorganisation der Christian Community of Universal Brotherhood (CCUB) gegründete Union of Spiritual Communities of Christ (USCC), hat ihren Sitz in Grand Forks und betreibt ein Kulturzentrum in Castlegar, beide British Columbia. Dort befindet sich auch das Doukhobor Discovery Centre, ein Museum zur Kultur der Duchoborzen. Mehrere Stätten mit Bezug zu den Duchoborzen sind als National Historic Site of Canada eingestuft, so die Doukhobor Suspension Bridge (auch Old Brilliant Bridge genannt), eine 1913 von Duchoborzen erbaute Hängebrücke über den Kootenay River bei Castlegar (seit 1995) und der Ort Veregin bei Kamsack in Saskatchewan (seit 2006), wo sich das administrative und spirituelle Zentrum der Duchoborzen in der ersten Phase nach der Auswanderung von etwa 1905 bis 1931 befand (benannt nach Pjotr Werigin, englisch auch Peter Verigin, spiritueller Führer eines großen Teils der Duchoborzen von 1886 bis zu seinem Tod durch ein Attentat 1924).